# Kyselina glukuronová
Kyselina glukuronová (glukuronát, zkratka GlcA nebo GlcUA) je derivátem glukózy, u kterého je šestý uhlík oxidován na karboxylovou skupinu. Je jednou ze tří možných karboxylových kyselin odvozených z glukózy (spolu s kyselinou glukonovou a glukarovou), se kterými občas bývá zaměňována.
Kyselina glukuronová slouží ke konjugaci s málo polárními (a tedy ve vodě špatně rozpustnými) látkami, které pomáhá rozpouštět a vylučovat z těla ven (v moči, stolici). Tyto konjugační reakce mají velký význam pro detoxifikaci organismu (např. vyloučení léků, steroidů, atp.). Při přenosu kyseliny glukuronové na jiné látky se stejně jako u jiných sacharidů používá její aktivované formy – UDP-glukuronátu (glukuronyl-uridindifosfát) .
Kyselina glukuronová je také součástí několika významných polysacharidů, např. kyseliny hyaluronové, které tvoří podstatnou část mezibuněčné hmoty v některých tkáních.
Kyselina glukuronová byla poprvé izolována z moči – z čehož je odvozen i její název (urina – latinsky moč).

## Biosyntéza
Biosyntéza kyseliny glukuronové probíhá nejprve aktivací glukózy (vznik UDP-glukózy), která je následně oxidována pomocí enzymu UDP-glukóza dehydrogenázy na svém šestém uhlíku za vzniku UDP-kyseliny glukuronové (UDP-GlcA).

## Detoxikační reakce

UDP-kyselina glukuronová

Vylučování nepolárních látek představuje pro tělo problém. Hlavní způsoby vylučování jsou močí a stolicí (pro některé těkavé látky je důležité i dýchání). Moč i stolice obsahují velké množství vody a proto se v nich nepolární látky příliš nerozpouštějí (a nemohou být s nimi vyloučeny). Nepolární látky také mohou snadno pronikat membránou buněk a být tak neustále zadržovány v organismu. Pro zrychlení jejich vylučování je zapotřebí učinit tyto látky více polárními. Tento proces má dvě fáze – první je zavádění polárních skupin do molekuly (většinou pomocí oxidace) a druhou je konjugace (spojení) s vysoce polární látkou (např. právě kyselinou glukuronovou). K těmto dějům dochází hlavně v játrech, nicméně podobných reakcí (i když v menší míře) jsou schopné i jiné orgány – např. ledviny.
Molekuly obsahující vhodné skupiny (převážně hydroxylovou) mohou být dále modifikovány spojením (konjugací) s jednou nebo více molekulami jiných polárních látek – např. právě kyselinou glukuronovou. Enzym katalyzující přenos kyseliny glukuronové se nazývá UDP–glukuronát transferáza. Takto vzniklé látky už jsou dostatečně polární a mohou být vyloučeny z těla ven.

## Polysacharidy
Kyselina glukuronová je součástí mnoha biologicky významných polysacharidů, které tvoří jednu ze základních složek mezibuněčné hmoty – kyseliny hyaluronové a chondroitinsulfátů. U dalších podobných polysacharidů slouží jako prekurzor, který je krátce po zabudování do řetězce přeměněn na jiné sacharidy (např. kyselinu L-iduronovou u dermatansulfátu, nebo L-idurono-2-sulfát u heparinu).
Jako prekurzor pro biosyntézu těchto polysacharidů neslouží volná kyselina glukuronová, ale její aktivovaná forma UDP-kyselina glukuronová (UDP-GlcA). Biosyntéza těchto polysacharidů probíhá převážně v Golgiho aparátu s výjimkou kyseliny hyaluronové, která je syntetizována na plazmatické membráně.

Polysacharidy obsahující kyselinu glukuronovou
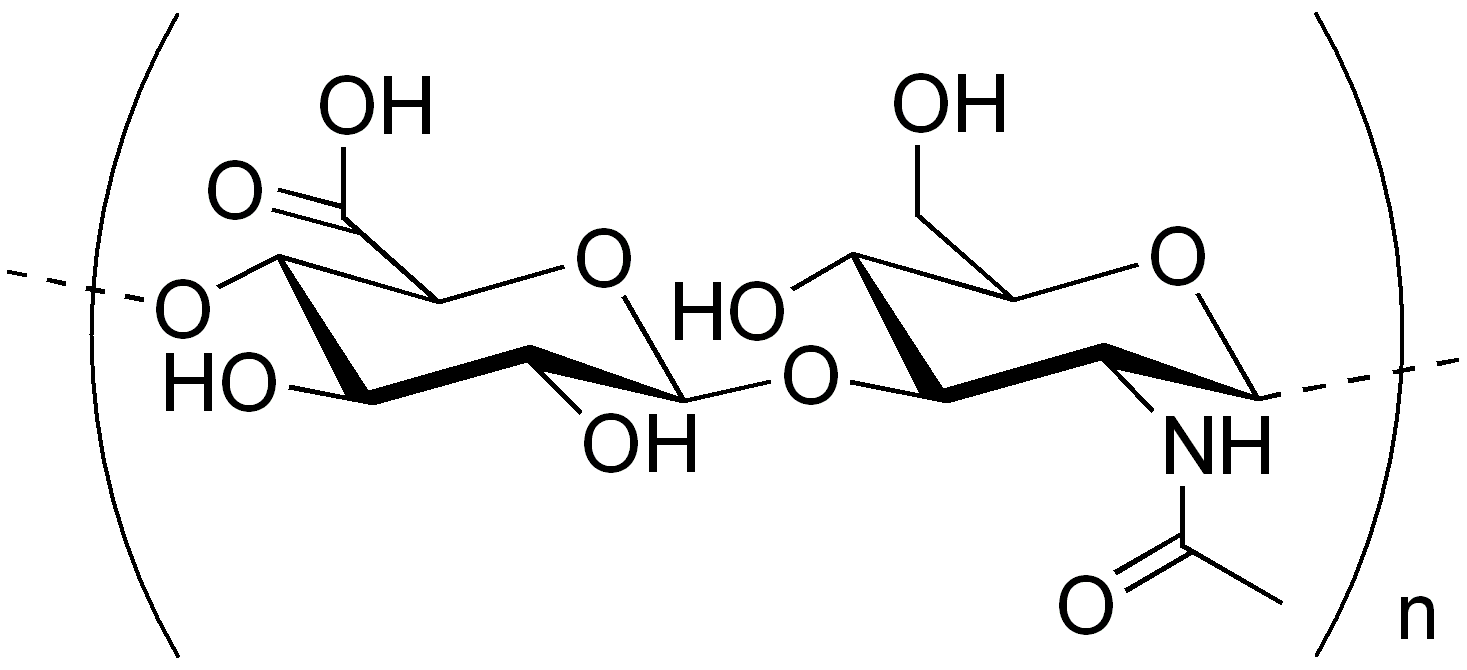
Kyselina hyaluronová
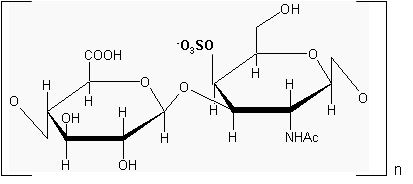
Chondroitin-4-sulfát
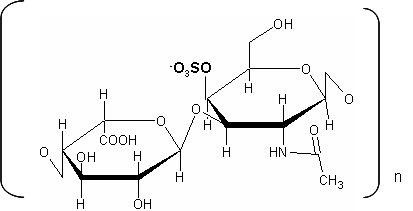
Dermatansulfát